# コトブキシステム
コトブキシステムは、日本のコンピュータソフトウェア制作会社である。

## 概要
1984年、コンピュータソフトウェアの開発・販売を目的として寿工業の子会社コトブキ技研工業が母体となって設立された。本社所在地は広島県呉市（東京都千代田区、および新宿区が本社所在地として表記されていた時期もあった）。1985年より家庭用ゲーム機に参入し、主に海外製ゲームのローカライズ作品を販売していたが、自社開発のオリジナルゲームも販売していた（後述のキッドクラウン等）。また、飲食店、業務用ソフト開発も手がけていた。
現在は寿グループ再編に伴う分社化により、主要事業を譲渡して休眠。飲食店事業は株式会社寿フーズ（元レイゾン事業部）に、ゲーム関連事業は、携帯電話用ゲームの株式会社コトブキソリューション（元システム開発部）と、家庭用ゲームや周辺機器開発の株式会社ケムコ（元CP事業部）に、それぞれ引き継がれた。

## ケムコ（KEMCO）
ケムコ（KEMCO）はコトブキシステムの母体であるコトブキ技研工業株式会社の英語名「Kotobuki Engineering & Manufacturing Co., Ltd.」の頭文字に由来する、同社製ゲームのブランド名であり、コトブキシステムの社名と共に、パッケージやゲーム中のタイトル画面などに「KEMCO」ロゴが記載されていた。ゲーム雑誌ではメーカー名欄に「ケムコ」とのみ表記される事もあり、自社ゲーム情報誌「ケムコ帝国」を発行していた(後にホームページ「ケムコ帝国」コーナーに移行）時期もあった。この為、ゲームソフトブランド/メーカー名としての「ケムコ」の知名度は高く、分社化後も、株式会社コトブキソリューションが、ゲーム関連の「KEMCO」ブランドを受け継いでいる。

## キッドクラウン
同社のマスコットキャラクターで、『キッドクラウンのクレイジーチェイス』および同『2』、『それゆけ!!キッド』、『ボンビンアイランド』といった同社のゲームソフトにも登場する。外見は子供のピエロ（道化師）である。またコトブキソリューションからもキッドクラウンが登場する携帯電話向けアプリが公開されている。

## ゲームソフト

### ファミリーコンピュータ
- ダウボーイ
- スパイvsスパイ
- スペースハンター
- 時空の旅人
- 南国指令!!スパイvsスパイ
- インドラの光
- スーパーマン
- 戦車戦略 砂漠の狐
- 真田十勇士
- ドナルドダック
  - 日本国外版はダックファミリー（ドナルドダック家族のこと）の代わりに漫画「ピーナッツ」のキャラクター達が出てくる。
- ディジャブ
- 銀河英雄伝説 わが征くは星の大海
- シャドウゲイト
- ホワイトライオン伝説 ピラミッドの彼方に[1]
- 悪魔の招待状
- ホステージ
- ハッピーバースディ・バックス
- ノース&サウス わくわく南北戦争
- ドラゴンウォーズ
- ミッキーマウスIII 夢ふうせん

### ファミリーコンピュータ ディスクシステム
- エレクトリシャン
- ロジャー・ラビット

### スーパーファミコン
- ボンバザル
- ドラッケン
- ラグーン
- トップレーサー
- ファランクス
- ファーストサムライ
- エックスゾーン
- トップレーサー2
- スーパートロールアイランド
- G2 ジェノサイド
- スーパードラッケン
- キッドクラウンのクレイジーチェイス
- アニマル武乱伝 ブルータル
- プラネットチャンプTG3000
- ストーンプロテクターズ
- P-マン
- ブラックソーン 復讐の黒き棘
- ブルースブラザーズ

### バーチャルボーイ
- バーチャルプロ野球'95

### NINTENDO64
- トップギア・ラリー
- ナイフエッジ・ノーズガンナー
- キングヒル64 エクストリームスノーボーディング
- トップギア・オーバードライブ
- シャドウゲイト64
- トップギア・ラリー2
- トップギア・ハイパーバイク
- 大刀 DAIKATANA

### ニンテンドーゲームキューブ
- ユニバーサル・スタジオ・ジャパン・アドベンチャー
- エッグマニア　つかんで!まわして!どっすんぱず～る
- バットマン ダークトゥモロー
- ローグオプス

### ゲームボーイ
- ミッキーマウス（この作品もNES版の主人公はバッグス・バニーである）
- セレクション 選ばれし者
- スヌーピー・マジックショー
- ネコジャラ物語
- ミッキーマウスII（この作品も海外版の主人公はバッグス・バニーである）
- とらっぱーず天国 SPY VS SPY
- セレクションII 暗黒の封印
- ドクターフランケン
- ミッキーズチェイス
- ミッキーマウスIV 魔法のラビリンス
- ミッキーマウスV 魔法のステッキ
- P-マンGB
- スヌーピーのはじめてのおつかい
- それゆけ!! キッド
- バックス・バニーコレクション
- セレクションI&II

### ゲームボーイカラー
- バックス・バニー クレイジーキャッスル3
- トップギアポケット
- スパイアンドスパイ
- シャドウゲイトリターン
- ディジャブI&II
- トップギアポケット2
- バックス・バニー クレイジーキャッスル4
- トゥイティー世界一周 "80匹のネコをさがせ!"
- 大刀GB
- バットマン ビヨンド

### ゲームボーイアドバンス
- トゥイティーのハーティーパーティー
- 全日本GT選手権
- ファランクス
- 機械化軍隊
- エッグマニア
- ウッディーウッドペッカーのクレージーキャッスル5
- バルダーダッシュEX
- GET! ボクのムシつかまえて
- トップギア・ラリーSP

### PlayStation
- キッドクラウンのクレイジーチェイス2 LOVELOVEハニー争奪戦
- The Bombing Islands キッドクラウンのクレイジーパズル

### PlayStation 2
- トップギア・デアデビル
- エッグマニア
- ローグオプス

### Xbox
- エッグマニア
- バットマン ダークトゥモロー
- ローグオプス